# Peter Suntinger
Peter Suntinger (* 20. April 1965) ist ein österreichischer Politiker (FPK, früher BZÖ) und Holzbildhauer. Er ist Bürgermeister der Gemeinde Großkirchheim und war von 2009 bis 2013 Abgeordneter zum Kärntner Landtag.
Suntinger wurde am 31. März 2009 als Abgeordneter zum Kärntner Landtag angelobt und ist Bereichssprecher für Ländlichen Raum und  Landwirtschaft im Freiheitlichen Landtagsklub. Zunächst gehörte Suntinger dem BZÖ an, nachdem sich das Kärntner-BZÖ Ende 2009 als FPK vom Bundes-BZÖ abspaltete, ist Suntinger jedoch Mitglied der FPK. 
Seit der Landtagswahl im März 2013 ist er nicht mehr Mitglied des Kärntner Landtags.
Suntinger ist verheiratet und Vater eines Sohnes und einer Tochter. Er lebt in Großkirchheim. 
Mehrmals ist Suntinger mit Verbalinjurien aufgefallen.
Am 18. Mai 2016 trat Suntinger aus der FPÖ aus. Als Gründe nannte er immer größer werdende Differenzen, die „zunehmende Rückwärtsentwicklung der Partei an den äußerst rechten, nationalen Rand, nachdem sie sich vormals doch positiv zur Mitte hin bewegt hatte“, „wirtschaftlichen Realitätsverlust“, „teilweise Orientierungslosigkeit“, sowie einen Mangel an „objektiver und offener Gesprächskultur“, die sich „in geheimen Sitzungen“ äußere. Sein Amt als Bürgermeister übt er weiterhin aus.